# Потери Сирии от гражданской войны

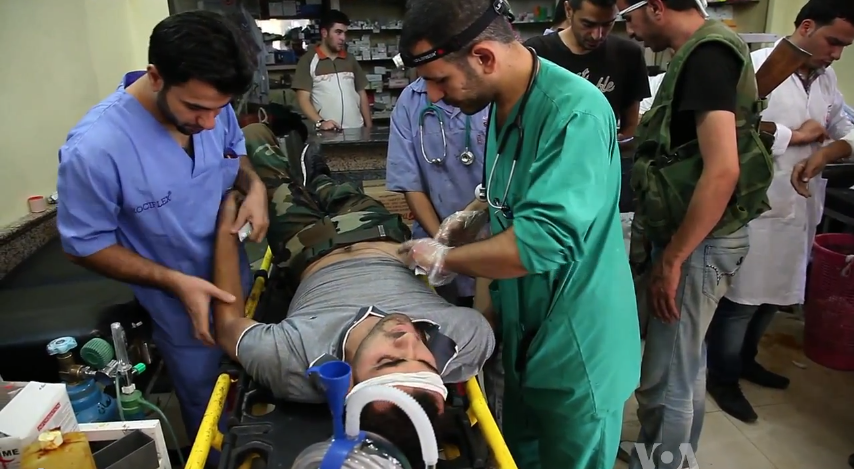
Врачи и медицинский персонал оказывают помощь раненым боевикам и мирным жителям в Алеппо

26 июня 2011 года представитель сирийской армии, генерал-майор Риад Хаддад в интервью британскому корреспонденту Sky News сделал первое заявление о потерях правительственных сил безопасности с начала беспорядков — «в столкновениях с вооружёнными бандитами погибло около 1300 солдат и полицейских». То есть, за три месяца вооружённые силы потеряли в столкновениях армейскую бригаду. По его словам, армейским подразделениям была отдана команда не стрелять на поражение, поэтому они оказались «лёгкой добычей» для вооружённых группировок.
Оценка генерала совпадает с данными об общем количестве погибших гражданских лиц, информация о которых предоставляется оппозиционными источниками и правозащитными организациями Сирии.
С момента начала гражданской войны в Сирии были убиты 32 сотрудника сирийского отделения Арабского Комитета Красного Полумесяца и 14 сотрудников ООН (01, 2014). Всего, по оценкам ООН, за время конфликта погибло 115 тысяч человек и 13 миллионов из 20 млн населения стали беженцами — в своей стране и за её пределами.
На конец 2015 года число жертв гражданской войны составило примерно 300 тыс. человек и свыше 4 млн человек бежали из страны.

### Динамика роста жертв
2011 год
- 24 марта — сирийские правозащитники сообщили о гибели 100 человек в ходе восстания в Даръа[4].
- 12 апреля — сирийские правозащитники сообщили, что с начала восстания погибли 200 человек[5].
- 22 апреля — по версии правозащитника Омара Кураби, за один день в разных городах Сирии в столкновениях с полицией погибло 72 человека. Власти подтвердили гибель лишь 8 человек[6].
- 28 апреля — по данным сирийской правозащитной организации Sawasiah в стычках с полицией погибло 500 демонстрантов за весь период беспорядков[7].
- 7 мая — по данным агентства Рейтер число жертв восстания достигло 800 человек. Сирийские власти признали гибель только 150 человек[8].
- 25 мая — канал Аль-Джазира со ссылкой на египетского правозащитника Омара Кураби сообщил, что за 9 недель протестов в Сирии от рук полиции погибло 1062 человека[9].
- 6 сентября По данным ООН, за пять месяцев массовых протестов были убиты более 2200 человек[10].
- 12 сентября на заседании Совета по правам человека в Женеве глава ведомства ООН по правам человека Нэви Пиллэй сообщила, что число жертв вооружённого конфликта в Сирии достигло 2600. По её словам, данные были получены из заслуживающих доверия сирийских источников. Между тем, по официальным данным сирийских властей число погибших не превышает 1400, из них 700 — военнослужащие и сотрудники полиции[11].
- 6 октября представитель ведомства ООН по правам человека Руперт Колвилл сообщил, что количество погибших в Сирии с начала конфликта приближается к трём тысячам. Эти данные, по его словам, не включают тех, кто считается пропавшими без вести в ходе операций сирийских сил безопасности против участников антиправительственных выступлений[12].
- 5 октября 2011 количество «жертв столкновений в Сирии за последние 7 месяцев» оценили в 2700 человек со ссылкой на данные ООН[13]. Журналист газеты «Московская правда» Владимир Креславский отметил, что «почти половина» из упомянутых 2700 погибших — это «государственные служащие, пострадавшие при нападении „мирных жителей“ на правительственные учреждения»[14]. (Российский представитель в ООН Виталий Чуркин, подчеркнув, что Россия не является адвокатом Башара Асада, заметил, что мы не собираемся закрывать глаза, когда «вооружённые банды, подпитываемые контрабандным оружием, захватывают населённые пункты, убивают и чинят зверства в отношении сотрудников правоохранительных органов и мирного населения, громят и жгут государственные учреждения»[14].)
- 8 ноября ряд новостных сайтов со ссылкой на Управление Верховного комиссара ООН по правам человека сообщили, что число погибших в ходе вооружённых столкновений в Сирии достигло 3,5 тысяч человек[15][16].
- 12 декабря на закрытом заседании Совета Безопасности ООН Верховный комиссар ООН по правам человека Наванетхем (Нави) Пиллэй заявила, что по последним оценкам число погибших в Сирии превысило 5000 человек (из которых не менее 300 — дети). Данные основаны на показаниях 233 очевидцев, в числе которых дезертиры из сирийской армии. По её словам, возможно, что 14 тысяч человек находились под арестом, ещё 12400 — бежали в соседние страны[17].

2012 год
- На середину января 2012 года, по данным ООН, в Сирии погибло более 5400 человек. Сирийские власти сообщили, что от рук «вооружённых террористов» погибло около 2000 сотрудников сил безопасности.[18]
- 27 января 2012 года заместительница главы агентства ООН по делам детей (ЮНИСЕФ) Рима Салах сообщила, что с начала волнений были убиты не менее 384 детей, большинству из них не исполнилось 14 лет. По её словам, столько же детей заключено в сирийских тюрьмах[19].
- 15 марта Генеральный секретарь ООН Пан Ги Мун сообщил, что число жертв конфликта превысило 8000 человек[20].
- 2 апреля Президент сирийской организации по правам человека Рами Абд аль-Рахману сообщил, что начиная с 15 марта 2011 года, в Сирии погибли 10108 человек. Из них, 7306 — гражданские лица, 2248 — сотрудники служб безопасности (включая армию) и 554 — сирийские военнослужащие, перешедшие на сторону оппозиции[21][22].
- 25 мая. Произошло массовое убийство в городе Эль-Хоула мирного населения, погибли 108 человек, более 300 были ранены[23].
- 12 июля. Правительственными войсками была учинена расправа над жителями города Тремсех. На данный момент миссии наблюдателей ООН не удалось установить точное количество жертв, однако было установлено, что нападениям подверглись дома гражданских активистов и дезертиров. По данным оппозиции жертвами расправы стали до 250 человек.[24].
- 18 июля. В результате теракта были убиты следующие государственные и политические деятели Сирии: министр обороны Сирии Дауд Раджиха[25]; руководитель дамасского отделения Главного управления безопасности, двоюродный брат Башара Асада Хафиз Махлюф[26]; помощник вице-президента Сирии Хасан ат-Туркмани[27]; заместитель министра обороны Сирии, шурин Башара Асада Асеф Шаукат[28]. Позднее от ран умер фактический глава разведки Сирии, глава регионального командования Бюро национальной безопасности партии Баас Хишам Бахтияр.[29]
- По состоянию на середину июля 2012 года сирийская армия ежедневно теряла в среднем 50 солдат убитыми[30].
- В городе Даръа в лагере палестинских беженцев 29 октября были застрелены снайперами сирийской правительственной армии два лидера отделения ХАМАСа, Ахмад Халиль Халиль и Ахмад эль-Харуби. В октябре в результате обстрела правительственной армией лагеря беженцев в Даръа погибли 20 палестинцев. Всего за 19 месяцев убиты более 400 палестинцев[31].
- 1 декабря. Как сообщил Пан Ги Мун, число жертв конфликта достигло 40 тысяч человек[32].

2013 год
- 2 января. Верховный комиссар ООН по правам человека Наванетхем Пиллэй (Южная Африка) сообщила, что число убитых в Сирии за время противостоянии достигло 60000 человек. По данным отчёта ООН, с 15 марта 2011 до 30 ноября 2012 в Сирии погибло 59648 человек. Эти данные расходятся с данными правозащитных организаций, согласно которым, до 1 декабря 2012 года в Сирии погибло 45 тысяч человек[33].
- 12 февраля. По данным ООН, с начала 2013 года в Сирии было убито около 10 тысяч человек. А за почти два года кровопролития там погибли около 70 тысяч человек[34].
- 12 мая. Организация «Наблюдательный совет по правам человека в Сирии» опубликовала заявление, согласно которому в противостоянии между правительственными войсками и повстанцами погибло не менее 80 тысяч человек, почти половина из них — мирные жители[35].

- 14 мая. По заявлению представителей центра мониторинга по правам человека, число жертв конфликта с его начала составило не менее 94 тысячи человек, из которых более 41 тысячи — алавиты, которые являются сторонниками Башара Асада. Вероятно, количество жертв превышает 120 тысяч человек, чему пока нет официального подтверждения[36].

- 13 июня. С марта 2011 по апрель 2013 года в Сирии было убито 92901 человек. Такие данные приводит Управление ООН по правам человека. Исследование проводилось на основе списка из 263 055 жертв, включая их имена, место и дату гибели. Лица, информация о которых не включала все три элемента, вычёркивались из списка. Чтобы избежать дублирования, каждый случай сравнивали с другими. Примерно 82,5[37] % жертв составили мужчины более 7,5[37] % — женщины. Среди погибших 6560 несовершеннолетних, включая 1729 детей младше 10 лет.

Нави Пиллэй — Верховный комиссар ООН по правам человека, заявила, что с июля 2012 года, каждый месяц регистрируется более 5000 убитых, «но эти цифры, скорее всего, занижены и не отражают трагической реальности». Нави Пиллэй утверждает, что в распоряжении Управления имеются задокументированные сообщения о пытках и казнях детей и убийствах целых семей, включая грудных детей.
- 26 июня Syrian Observatory for Human Rights сообщает, что с 2011 года в Сирии погибли более ста тысяч человек. По сведениям этой организации среди 100191 погибших — 36661 мирный житель, в том числе более 3000 женщин и более 5000 детей, не достигших 16 лет. Вооруженная оппозиция потеряла 18072 человек. Погибли также 25407 военнослужащих сирийской армии и 17311 выступивших на стороне Башара Асада ополченцев. Среди погибших 169 боевиков ливанской группировки «Хезболла». Принадлежность 2571 тел установить не удалось[38].
- 2 декабря информационное агентство Франс Пресс сообщило, со ссылкой на оппозицию что на 1 декабря 2013 года подтверждена гибель 125835 человек. Среди них 44381 — гражданские лица: 6627 детей и 4454 женщины. Отряды оппозиции потеряли за время конфликта 27746 бойцов, правительственная армия — 50927 человек. Подтверждена гибель 232 боевиков Хезболлы и 265 боевиков других шиитских организаций, которые сражаются на стороне Асада. Личности 2781 погибшего не установлены[39].
- 10 декабря Управление Верховного комиссара ООН по делам беженцев сообщило, что в ходе войны погибли 128 тыс. сирийцев и более 2 млн граждан были ранены. Местонахождение 16 тыс. граждан, арестованных сирийскими властями в разное время, неизвестно[40].

2014 год
- 7 января информационное агентство Associated Press сообщило, что управление Верховного комиссара ООН по правам человека больше не будет обновлять информацию о числе жертв внутреннего конфликта в Сирии. Причиной этого решения называется невозможность сбора достоверных данных относительно числа погибших, поскольку сотрудники ООН не могут попасть в населенные пункты, где проходят боевые действия, а информация, поступающая из различных источников, зачастую сильно разнится[41][42].
- 24 марта в окрестностях Латакии погиб глава службы национальной безопасности Сирии — Хилаль эль-Асад, двоюродный брат президента Сирии Башара эль-Асада[43].

2015 год
- 9 июня агентство Франс-Пресс со ссылкой на Syrian Observatory for Human Rights сообщило, что число убитых в ходе гражданской войны в Сирии достигло 230 тысяч человек. 69494 погибших — мирные жители, среди них 11493 — дети и 7371 — женщины. Военнослужащих правительственных сил президента Башара Асада погибло 49106 человек. На полях сражений погибло 36464 сирийца, которые не являются военнослужащими, но поддерживают режим Башара Асада. Речь идет о бойцах вооруженных отрядов, действующих в разных провинциях и городах. В сражениях на территории Сирии за время войны погибло 838 боевиков ливанской шиитской организации Хезболла, которые воюют на стороне правительственных войск. Также пало 3093 шиитских боевика-иностранца. Погибли 41116 повстанцев — сирийских джихадистов и курдских боевиков. 31247 погибших — прибывшие в Сирию из-за границы джихадисты, решившие свергнуть режим алавитов во главе с Асадом. 3191 человек не опознаны[44].
- По имеющимся данным, на конец 2015 число жертв составляет примерно 300 тыс. человек и свыше 4 млн человек бежали из страны[3].